# 대변 파이터
대변 파이터(Shit Fighter)는 대한민국의 하이텔 게임 제작 동호회의 제1 회 〈100K 게임 공모작〉으로 도스에서 돌아가도록 설계되어 있다. 장르는 횡 스크롤 슈팅 아케이드 게임이다. 이 게임의 주인공은 Smgal(안영기)과 Neotouch(박성진)이며, 두 사람 모두 개발자 이름을 딴 것이다.
이 게임은 프리웨어 라이선스로 누구나 아무런 대가 없이 내려 받아 게임을 즐길 수 있으며, 볼랜드 파스칼 7.0으로 프로그래밍되어 있다.

## 게임의 목적
이 게임의 주 목적은 세상을 더러운 것으로 더럽히려는 야망을 가진 왕, 이름하여 대변 파이터를 무찔러서 세상을 보호하는 것이다. 게임을 즐기는 동안 방귀맨, 코딱지맨, 비듬맨, 오바이트맨을 만나게 되며 이들과 싸우면서 앞으로 나아가야 한다.

## 적들 소개
- 검정새: 구더기 같은 것을 쏜다. 1~2번째 스테이지까지는 아래에서 잘 쏘지만, 3번째 스테이지부터는 위에서도 쏘니까 조심할 것.
- 틀니: 침을 쏜다. 침이 잘 보이지 않고 위와 아래를 가리지 않으니 주의할 것.
- 방귀벌레: 방귀를 쏜다. 이것도 잘 보이지 않으니 주의할 것. 막 날뛰기 때문에 위에서 상대하는 것이 낫다.

## 스테이지
각 스테이지마다 게임의 난이도는 비슷하지만, 게임의 왕, 다시 말해 보스가 나올 때마다 주의해야 한다.
- 1 번째: 보스는 방귀맨이다. 방귀 미사일을 날리는데 피하기 쉽지만 그래도 주의할 것.
- 2 번째: 보스는 코딱지맨이다. 조금 어려울 수도 있다.
- 3 번째: 보스는 비듬맨이다. 비듬을 쏘는 왕이다. 여기부터 난이도가 어려워진다.
- 4 번째: 보스는 오바이트맨이다. 피자를 날리므로 주의해야 한다.
- 5 번째: 보스는 대변파이터이다. 셀 수 없이 많은 더러운 물질들을 날리니 주의해야 한다.

## 아이템
- 파워업 아이템: 최대 3번 아이템을 사용할 수 있으며 플레이어의 힘을 강화시킨다.
- 특수 아이템: 위기에 처했을 때 쓸 수 있는 특수 아이템이다.
- 에너지 아이템: 에너지가 다 떨어지면 죽기 때문에 이를 보충하는 아이템이다.

## 키보드 제어

### 플레이어 1
- 이동: ↑, ↓, ←, → (방향키)
- 파워업 아이템 사용: Ctrl 키
- 특수 아이템 사용: Alt 키del

### 플레이어 2
- 이동: W, S / A, F
- 파워업 아이템 사용: ⇧ Shift 키
- 특수 아이템 사용: Tab ↹ 키

### 자동 발사
2인용 사용자 모드를 사용하면, 키보드 충돌이 일어날 수 있으며, 이 경우 게임 설정에서 자동 발사를 "사용"으로 맞추기 바란다.